# Italia ai XIV Giochi olimpici invernali
L'Italia partecipò ai XIV Giochi olimpici invernali, svoltisi a Sarajevo, Iugoslavia (ora Bosnia ed Erzegovina), dall'8 al 19 febbraio 1984, con una delegazione di 74 atleti, 15 dei quali donne. L'Italia chiuse questa edizione al decimo posto con due medaglie d'oro.

## Medagliere per discipline
| Sport      | Oro | Argento | Bronzo | Totale |
| ---------- | --- | ------- | ------ | ------ |
| Sci alpino | 1   | 0       | 0      | 1      |
| Slittino   | 1   | 0       | 0      | 1      |
| Totale     | 2   | 0       | 0      | 2      |

## Medaglie d'oro
| Medaglia | Nome             | Sport      | Evento          |
| -------- | ---------------- | ---------- | --------------- |
| Oro      | Paoletta Magoni  | Sci alpino | Slalom speciale |
| Oro      | Paul Hildgartner | Slittino   | Singolo         |

## Biathlon

### Uomini
| Gara         | Atleta            | Penalità 1 | Tempo   | Posizione |
| ------------ | ----------------- | ---------- | ------- | --------- |
| 10 km Sprint | Johann Passler    | 4          | 34:31.4 | 35        |
| 10 km Sprint | Andreas Zingerle  | 5          | 34:07.5 | 29        |
| 10 km Sprint | Gottlieb Taschler | 1          | 33:04.9 | 19        |

| Gara  | Atleta           | Tempo     | Penalità | Tempo corretto 2 | Posizione |
| ----- | ---------------- | --------- | -------- | ---------------- | --------- |
| 20 km | Adriano Darioli  | 1'13:14.0 | 8        | 1'21:14.0        | 28        |
| 20 km | Marco Zanon      | 1'15:59.9 | 4        | 1'19:59.9        | 19        |
| 20 km | Andreas Zingerle | 1'12:21.7 | 4        | 1'16:21.7        | 9         |

| Gara                 | Atleti                                                            | Penalità 1 | Tempo     | Posizione |
| -------------------- | ----------------------------------------------------------------- | ---------- | --------- | --------- |
| Staffetta 4 × 7,5 km | Adriano Darioli Gottlieb Taschler Johann Passler Andreas Zingerle | 0          | 1'42:32.8 | 5         |

Legenda
1 Per ogni bersaglio mancato è previsto un giro di penalità di 150 m.
2 Per ogni bersaglio mancato al tempo è aggiunto un minuto.

## Bob
| Bob   | Atleti                           | Gara    | 1ª manche | 1ª manche | 2ª manche | 2ª manche | 3ª manche | 3ª manche | 4ª manche | 4ª manche | Totale  | Totale    |
| Bob   | Atleti                           | Gara    | Tempo     | Posizione | Tempo     | Posizione | Tempo     | Posizione | Tempo     | Posizione | Tempo   | Posizione |
| ----- | -------------------------------- | ------- | --------- | --------- | --------- | --------- | --------- | --------- | --------- | --------- | ------- | --------- |
| ITA-1 | Guerrino Ghedina Andrea Meneghin | Two-man | 52.40     | 9         | 52.46     | 8         | 51.82     | 6         | 52.41     | 9         | 3:29.09 | 7         |
| ITA-2 | Marco Bellodis Stefano Ticci     | Two-man | 52.69     | 11        | 52.73     | 9         | 52.28     | 11        | 52.32     | 7         | 3:30.02 | 9         |

| Bob   | Atleti                                                          | Gara     | 1ª manche | 1ª manche | 2ª manche | 2ª manche | 3ª manche | 3ª manche | 4ª manche | 4ª manche | Totale  | Totale    |
| Bob   | Atleti                                                          | Gara     | Tempo     | Posizione | Tempo     | Posizione | Tempo     | Posizione | Tempo     | Posizione | Tempo   | Posizione |
| ----- | --------------------------------------------------------------- | -------- | --------- | --------- | --------- | --------- | --------- | --------- | --------- | --------- | ------- | --------- |
| ITA-1 | Alex Wolf Georg Beikircher Pasquale Gesuito Umberto Prato       | Four-man | 51.12     | 16        | 51.19     | 12        | 51.57     | 17        | 51.63     | 17        | 3:25.51 | 17        |
| ITA-2 | Guerrino Ghedina Stefano Ticci Paolo Scaramuzza Andrea Meneghin | Four-man | 50.66     | 8         | 50.93     | 6         | 51.00     | 6         | 51.18     | 7         | 3:23.77 | 8         |

## Hockey su ghiaccio

### Roster
| Portieri    | Adriano Tancon Marco Capone |
| Difensori   | John Bellio Gerard Ciarcia Norbert Gasser Erwin Kostner Mike Mastrullo Gino Pasqualotto David Tomassoni                                                                  |
| 'Attaccanti | Roberto De Piero Gary Farelli Grant Goegan Adolf Insam Fabrizio Kasslatter Michael Mair Lodovico Migliore Thomas Milani Martin Pavlu Constant Priondolo Norbert Prünster |

### Risultati

#### Gruppo A
| 7 febbraio 1984  |         |                    |
| Svezia           | Italia  | 11:3 (2:1,3:2,6:0) |
| 9 febbraio 1984  |         |                    |
| Unione Sovietica | Italia  | 5:1 (4:0,1:1,0:0)  |
| 11 febbraio 1984 |         |                    |
| Italia           | Polonia | 6:1 (0:1,4:0,2:0)  |
| 13 febbraio 1984 |         |                    |
| Jugoslavia       | Italia  | 5:1 (0:0,2:1,3:0)  |
| 15 febbraio 1984 |         |                    |
| Germania Ovest   | Italia  | 9:4 (1:0,5:1,3:3)  |

##### Classifica
| Pos. | Squadra          | G | V | N | P | Gf | Gs | Diff. | Punti |
| 1    | Unione Sovietica | 5 | 5 | 0 | 0 | 42 | 5  | +37   | 10    |
| 2    | Svezia           | 5 | 3 | 1 | 1 | 34 | 15 | +19   | 7     |
| 3    | Germania Ovest   | 5 | 3 | 1 | 1 | 27 | 17 | +10   | 7     |
| 4    | Polonia          | 5 | 1 | 0 | 4 | 16 | 37 | -21   | 2     |
| 5    | Italia           | 5 | 1 | 0 | 4 | 15 | 31 | -16   | 2     |
| 6    | Jugoslavia       | 5 | 1 | 0 | 4 | 8  | 37 | -29   | 2     |

## Pattinaggio di figura
| Gara      | Atleta                             | CF | SP | FS | TFP  | Posizione |
| --------- | ---------------------------------- | -- | -- | -- | ---- | --------- |
| Femminile | Karin Telser                       | 11 | 15 | 16 | 28.6 | 15        |
| Danza     | Isabella Micheli Roberto Pelizzola | 15 | 15 | 14 | 29.0 | 15        |

## Pattinaggio di velocità

### Uomini
| Gara    | Atleta             | Risultato | Risultato |
| Gara    | Atleta             | Tempo     | Posizione |
| ------- | ------------------ | --------- | --------- |
| 500 m   | Giorgio Paganin    | 40.54     | 33        |
| 1000 m  | Giorgio Paganin    | 1:20.89   | 32        |
| 1500 m  | Giorgio Paganin    | 2:04.97   | 35        |
| 5000 m  | Maurizio Marchetto | 7:36.87   | 22        |
| 10000 m | Maurizio Marchetto | 15:19.77  | 20        |

### Donne
| Gara   | Atleta         | Risultato | Risultato |
| Gara   | Atleta         | Tempo     | Posizione |
| ------ | -------------- | --------- | --------- |
| 500 m  | Marzia Peretti | 43.63     | 17        |
| 1000 m | Marzia Peretti | 1:30.33   | 33        |

## Salto con gli sci
| Atleta           | Gara               | 1º salto | 1º salto | 2º salto | 2º salto | Totale | Totale    |
| Atleta           | Gara               | Distanza | Punti    | Distanza | Punti    | Punti  | Posizione |
| ---------------- | ------------------ | -------- | -------- | -------- | -------- | ------ | --------- |
| Sandro Sambugaro | Trampolino normale | 72.5     | 75.5     | 78.5     | 86.1     | 161.6  | 43        |
| Massimo Rigoni   | Trampolino normale | 78.0     | 87.3     | 85.0     | 103.0    | 190.3  | 16        |
| Lido Tomasi      | Trampolino normale | 87.0     | 101.7    | 78.0     | 86.3     | 188.0  | 21        |
| Sandro Sambugaro | Trampolino lungo   | 88.0     | 68.9     | 88.0     | 69.4     | 138.3  | 44        |
| Massimo Rigoni   | Trampolino lungo   | 92.0     | 78.5     | 94.0     | 80.8     | 159.3  | 34        |
| Lido Tomasi      | Trampolino lungo   | 100.5    | 91.9     | 88.0     | 69.4     | 161.3  | 33        |

## Sci alpino

### Uomini
| Atleta              | Gara           | 1ª manche | 1ª manche | 2ª manche | 2ª manche | Totale  | Totale    |
| Atleta              | Gara           | Tempo     | Posizione | Tempo     | Posizione | Tempo   | Posizione |
| ------------------- | -------------- | --------- | --------- | --------- | --------- | ------- | --------- |
| Danilo Sbardellotto | Discesa libera |           |           |           |           | 1:48.06 | 20        |
| Alberto Ghidoni     | Discesa libera |           |           |           |           | 1:47.87 | 16        |
| Michael Mair        | Discesa libera |           |           |           |           | 1:47.70 | 15        |
| Alberto Ghidoni     | Slalom gigante | DNF       | –         | –         | –         | DNF     | –         |
| Oswald Tötsch       | Slalom gigante | 1:22.94   | 16        | 1:22.03   | 13        | 2:44.97 | 15        |
| Roberto Erlacher    | Slalom gigante | 1:22.36   | 13        | 1:21.73   | 12        | 2:44.09 | 12        |
| Alex Giorgi         | Slalom gigante | 1:22.05   | 9         | 1:20.95   | 3         | 2:43.00 | 7         |
| Paolo De Chiesa     | Slalom         | DNF       | –         | –         | –         | DNF     | –         |
| Roberto Grigis      | Slalom         | 53.19     | 12        | DNF       | –         | DNF     | –         |
| Oswald Tötsch       | Slalom         | 52.81     | 7         | 47.67     | 1         | 1:40.48 | 5         |
| Alex Giorgi         | Slalom         | 51.96     | 4         | DNF       | –         | DNF     | –         |

### Donne
| Atleta            | Gara           | 1ª manche | 1ª manche | 2ª manche | 2ª manche | Totale  | Totale    |
| Atleta            | Gara           | Tempo     | Posizione | Tempo     | Posizione | Tempo   | Posizione |
| ----------------- | -------------- | --------- | --------- | --------- | --------- | ------- | --------- |
| Paoletta Magoni   | Slalom gigante | 1:12.56   | 36        | 1:15.31   | 32        | 2:27.87 | 32        |
| Fulvia Stevenin   | Slalom gigante | 1:12.09   | 29        | DNF       | –         | DNF     | –         |
| Daniela Zini      | Slalom gigante | 1:12.07   | 28        | 1:14.26   | 25        | 2:26.33 | 25        |
| Fulvia Stevenin   | Slalom         | DNF       | –         | –         | –         | DNF     | –         |
| Maria Rosa Quario | Slalom         | 49.68     | 13        | 48.31     | 2         | 1:37.99 | 7         |
| Daniela Zini      | Slalom         | 49.32     | 8         | 48.83     | 8         | 1:38.15 | 9         |
| Paoletta Magoni   | Slalom         | 48.85     | 4         | 47.62     | 1         | 1:36.47 | Oro       |

## Sci di fondo

### Uomini
| Gara                | Atleta                                                                | Risultati | Risultati |
| Gara                | Atleta                                                                | Tempo     | Posizione |
| ------------------- | --------------------------------------------------------------------- | --------- | --------- |
| 15 km               | Gianfranco Polvara                                                    | 44:35.7   | 34        |
| 15 km               | Giulio Capitanio                                                      | 43:50.8   | 24        |
| 15 km               | Giorgio Vanzetta                                                      | 42:54.9   | 14        |
| 15 km               | Maurilio De Zolt                                                      | 42:40.0   | 9         |
| 30 km               | Alfred Runggaldier                                                    | DSQ       | –         |
| 30 km               | Giulio Capitanio                                                      | 1'34:22.6 | 26        |
| 30 km               | Giorgio Vanzetta                                                      | 1'33:54.3 | 24        |
| 30 km               | Maurilio De Zolt                                                      | 1'31:58.7 | 9         |
| 50 km               | Giulio Capitanio                                                      | 2'28:51.7 | 34        |
| 50 km               | Giorgio Vanzetta                                                      | 2'27:08.3 | 30        |
| 50 km               | Maurilio De Zolt                                                      | 2'25:14.9 | 22        |
| 50 km               | Gianfranco Polvara                                                    | 2'25:07.5 | 21        |
| Staffetta 4 × 10 km | Maurilio De Zolt Alfred Runggaldier Giulio Capitanio Giorgio Vanzetta | 1'59:30.3 | 7         |

### Donne
| Gara               | Atleta                                                         | Risultato | Risultato |
| Gara               | Atleta                                                         | Tempo     | Posizione |
| ------------------ | -------------------------------------------------------------- | --------- | --------- |
| 5 km               | Paola Pozzoni                                                  | 18:51.9   | 33        |
| 5 km               | Clara Angerer                                                  | 18:47.9   | 31        |
| 5 km               | Guidina Dal Sasso                                              | 18:24.9   | 24        |
| 5 km               | Manuela Di Centa                                               | 18:24.9   | 24        |
| 10 km              | Clara Angerer                                                  | 35:31.1   | 35        |
| 10 km              | Paola Pozzoni                                                  | 35:30.8   | 34        |
| 10 km              | Manuela Di Centa                                               | 34:41.6   | 28        |
| 10 km              | Guidina Dal Sasso                                              | 33:48.2   | 16        |
| 20 km              | Germana Sperotto                                               | 1'10:24.1 | 35        |
| 20 km              | Manuela Di Centa                                               | 1'07:10.5 | 26        |
| 20 km              | Guidina Dal Sasso                                              | 1'04:44.1 | 10        |
| Staffetta 4 × 5 km | Clara Angerer Paola Pozzoni Manuela Di Centa Guidina Dal Sasso | 1'11:12.3 | 9         |

## Slittino

### Uomini

#### Singolo
| Atleta           | 1ª manche | 1ª manche | 2ª manche | 2ª manche | 3ª manche | 3ª manche | 4ª manche | 4ª manche | Totale   | Totale    |
| Atleta           | Tempo     | Posizione | Tempo     | Posizione | Tempo     | Posizione | Tempo     | Posizione | Tempo    | Posizione |
| ---------------- | --------- | --------- | --------- | --------- | --------- | --------- | --------- | --------- | -------- | --------- |
| Norbert Huber    | 46.888    | 14        | 46.629    | 10        | 46.265    | 4         | 46.127    | 4         | 3:05.909 | 9         |
| Paul Hildgartner | 46.182    | 3         | 46.271    | 2         | 45.871    | 1         | 45.934    | 1         | 3:04.258 | Oro       |
| Ernst Haspinger  | 46.157    | 1         | 46.562    | 7         | 46.438    | 8         | 46.170    | 5         | 3:05.327 | 6         |

#### Doppio
| Atleta                         | 1ª manche | 1ª manche | 2ª manche | 2ª manche | Totale   | Totale    |
| Atleta                         | Tempo     | Posizione | Tempo     | Posizione | Tempo    | Posizione |
| ------------------------------ | --------- | --------- | --------- | --------- | -------- | --------- |
| Hansjörg Raffl Norbert Huber   | 42.369    | 9         | 41.984    | 6         | 1:24.353 | 6         |
| Helmuth Brunner Walter Brunner | 42.039    | 5         | 42.749    | 11        | 1:24.788 | 10        |

### Donne
| Atleta             | 1ª manche | 1ª manche | 2ª manche | 2ª manche | 3ª manche | 3ª manche | 4ª manche | 4ª manche | Totale   | Totale    |
| Atleta             | Tempo     | Posizione | Tempo     | Posizione | Tempo     | Posizione | Tempo     | Posizione | Tempo    | Posizione |
| ------------------ | --------- | --------- | --------- | --------- | --------- | --------- | --------- | --------- | -------- | --------- |
| Monika Auer        | 44.466    | 23        | 42.830    | 13        | 41.910    | 4         | 42.070    | 9         | 2:51.276 | 13        |
| Veronika Oberhuber | 43.466    | 15        | 42.534    | 9         | 42.192    | 8         | 42.037    | 8         | 2:50.229 | 11        |
| Maria Luise Rainer | 42.560    | 7         | 42.320    | 6         | 42.330    | 12        | 41.928    | 6         | 2:49.138 | 6         |